# Wilhelm I. (Isenburg-Braunsberg-Wied)

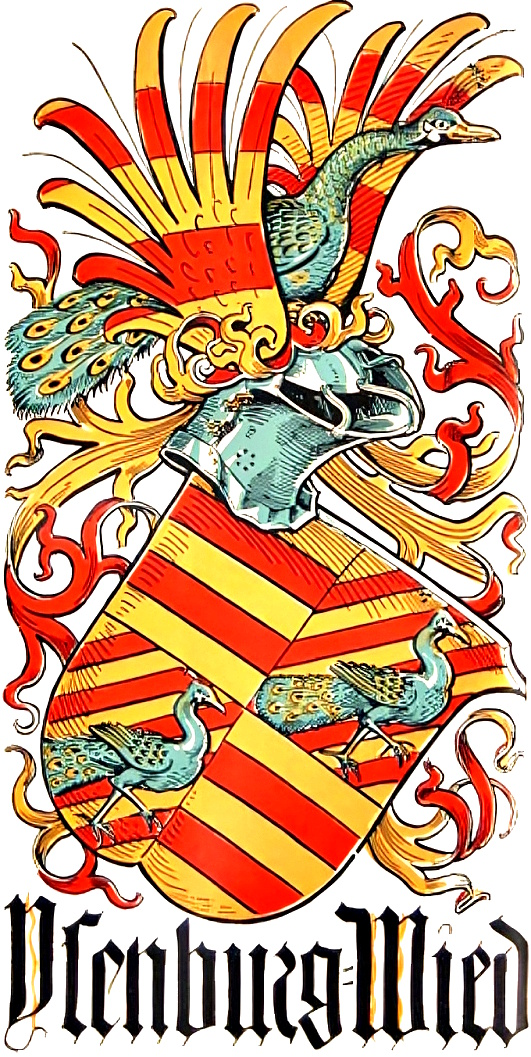
Wappen der Linie Isenburg-Braunsberg-Wied

Wilhelm I. von Isenburg-Braunsberg-Wied, auch Wilhelm I. von Isenburg-Braunsberg (* um 1307; † 17. Juli 1383), war ein deutscher Adliger aus dem Hause Isenburg, ab 1327 Herr von Braunsberg und Isenburg und von 1340 an der erste Graf von Wied nach fast hundert Jahren. Er stammte aus der Linie Isenburg-Braunsberg, später auch Haus Ysenburg-Wied genannt.

## Leben

### Herkunft
Wilhelm kam als einziger Sohn von Bruno IV. von Braunsberg (* um 1290; † 23. August 1325) und dessen Ehefrau (⚭ 10. Januar 1306) Heilwig von Katzenelnbogen (* um 1290; † 1333), Tochter von Wilhelm I. von Katzenelnbogen (* 1270 oder 1271; † 18. November 1331) und der Irmgard (Jutta) von Isenburg-Büdingen († 1309) um 1307 zur Welt. Ludwig IV. von Reichenstein (* um 1300; † nach 1363), Herr von Reichenstein, war über seine Großmutter Agnes von Nieder-Isenburg (* um 1272; † nach 1314) sein Cousin 2. Grades. Die Burggrafen von Hammerstein und Herren von Renneberg waren ebenfalls mit Wilhelm über seine Großtanten Nesa und Isalda verwandt. Wilhelms Urgroßmutter Isalda, die mit Bruno III. von Braunsberg verheiratet und Regentin für Wilhelms Großvater Johann I. von Braunsberg (* um 1270) war, starb erst 1327 mit ungefähr 77 Jahren.

### Herrschaftsantritt
Als Wilhelms Großvater Johann I. von Braunsberg am 10. April 1327 starb und im Kloster Rommersdorf beigesetzt wurde, wurde Wilhelm noch im selben Jahr von König Ludwig IV. (* 1282; † 11. Oktober 1347) mit den pfälzischen Lehen seiner Herrschaft, insbesondere der Herrschaft Wied belehnt. In der Urkunde der Lehensübertragung heißt es:

„Dem Edelen Manne Wilhelm von Brunßberge, des Edelen Mannes Sälig Brun von Brunßberge Sohne anerkennt, nach des Edelen Manneß Todt, Johanßen von Brunßberg seines Ahnherren.“

Dazu konnte er 1228 auch die trierischen Lehen der Kirchsätze zu Dierdorf, Puderbach und Niederbieber, die Burg Dierdorf, die Höfe zu Rückeroth und Maischeid und Roth und den Wildbann im Spurkenwalde empfangen. Er war damals etwa 20 Jahre alt.

Das braunsbergische Erbe seines Großvaters musste er sich erst durch eine Fehde mit Johanns Schwiegersöhnen Rorich von Renneberg und Burggraf Ludwig von Hammerstein von 1329 bis 1331 sichern. Wilhelm zwang am 21. Dezember 1331 den Walpode Ludwig von der Neuerburg ihm auch seine neu erbaute Burg Reichenstein im Kirchspiel Puderbach zu Lehen aufzutragen. Er baute auch als Reaktion auf die Burg Reichenstein die 1366 erwähnte Burg Grebeneck, die aber nach einem Vergleich mit Heinrich von Reichenstein in Vergessenheit geriet, wodurch bis heute ihr Standhort nicht auffindbar ist. Die auf dem Köppel bei Seifen in der Gemarkung Döttesfeld gefundenen Mauerreste nahe der Burgruine Reichenstein könnten die Überreste der Burg Grebeneck sein.

Die Grafschaft Wied in ihrer größten Ausdehnung unter Wilhelm I. kurz vor dem Verlust von Engers (1371)

### Vereinigung der Grafschaft Wied
Durch Wilhelms gekonnte Heiratspolitik war es ihm möglich zwischen 1329 und 1340 nach und nach die alte Grafschaft Wied wiederzuvereinigen. Seine erste Gemahlin Agnes von Virneburg († vor 26. Dezember 1352), Tochter von Graf Ruprecht III. von Virneburg, brachte ihm am 15. Mai 1338 den eppsteinischen Teil der Grafschaft Wied als Mitgift ein. Erst am 28. Juni 1340 nannte er sich Graf von Wied, Herr von Isenburg und Braunsberg und konnte so den alten wiedischen Besitz mit dem isenburg-braunsbergischen Besitz verschmelzen. Er stiftet damit das zweite wiedische Grafenhaus.
Dieser erweiterte Gebietsumfang der Grafschaft Wied-Isenburg, die er mit 88 Vasallen repräsentierte, blieb im Wesentlichen bis 1806 fast unverändert erhalten. Zu seinen Vasallen gehörten unter anderen die Herren von Altendorf, Abentraut, Eltz, Hohenstein, Limpach, Landskron, Orsbeck, Lahnstein, Reiffenberg, Stein, Waltmannshausen, Waldbott von Bassenheim und Pfaffendorf, Schenk von Schweinsberg, Quad von Isengarden und Ritter Gerlach von Heddesdorf. Ritter Gerlach von Heddesdorf beförderte er zu seinem Hofmarschall auf Braunsberg und verheiratete ihn 1371 mit seiner Tochter Heilwig (* um 1260; † nach 28. Januar 1389), wodurch sich die Beziehung zwischen den Adeligen zu Heddesdorf und den Isenburgern erheblich verbesserte. Die Vorfahren Gerlachs dienten als Ritter bereits dem ersten wiedischen Grafenhaus, zum Beispiel waren sie 1217 mit Graf Georg von Wied im Gefolge der Kreuzfahrer.
Am 16. Mai 1343 belehnte Ludwig der Bayer den Grafen Wilhelm von Wied mit dem „friheimgericht“ im Kirchspiel Heimbach als Reichslehen, verbunden mit dem Recht Schultheiß und Schöffen einzusetzen und die hohe und die niedere Gerichtsbarkeit. Die Berechtigung dieses wiedischen Freiheimgerichtes blieb umstritten. Am 7. Februar 1357 erhielt Wilhelm in Maastricht von Kaiser Karl IV. die Stadt- und Marktrechte für Engers, Nordhofen und Almersbach.
Von 1357 bis 1371 errichtete er am Rhein den ersten Turm der Stadtbefestigung von Engers, den heutigen Grauen Turm. In der Zeit seiner Errichtung wurde er Graven (Grafen-)Turm genannt. Durch Schreibfehler wurde aus dem Graven Turm der heutige Name „Grauer Turm“. Der Turm hatte ursprünglich eine Spitzhaube und der Gang zum Rhein war überdacht. Graf Wilhelm I. zu Wied wollte von hier Rheinzoll erheben. 1351 erhielt Wilhelm durch die Heirat mit Johanna von Jülich als Mitgift weitere Rechte an der Grafschaft Wied, das Amt Sinzig und die Herrschaft Vernich. Durch die Heirat mit Lysa von Isenburg-Arenfels im Jahr 1367 und das Aussterben des Hauses Isenburg-Arenfels im Jahr 1371 erbte Wilhelm mit Salentin IV. von Nieder-Isenburg zu gleichen Teilen die Herrschaft Arenfels mit Herschbach. Im Jahr 1391 wurde allerdings Salentins Sohn Salentin V. alleiniger Besitzer der Arenfelser Erbschaften.

### Wilhelm verliert Engers

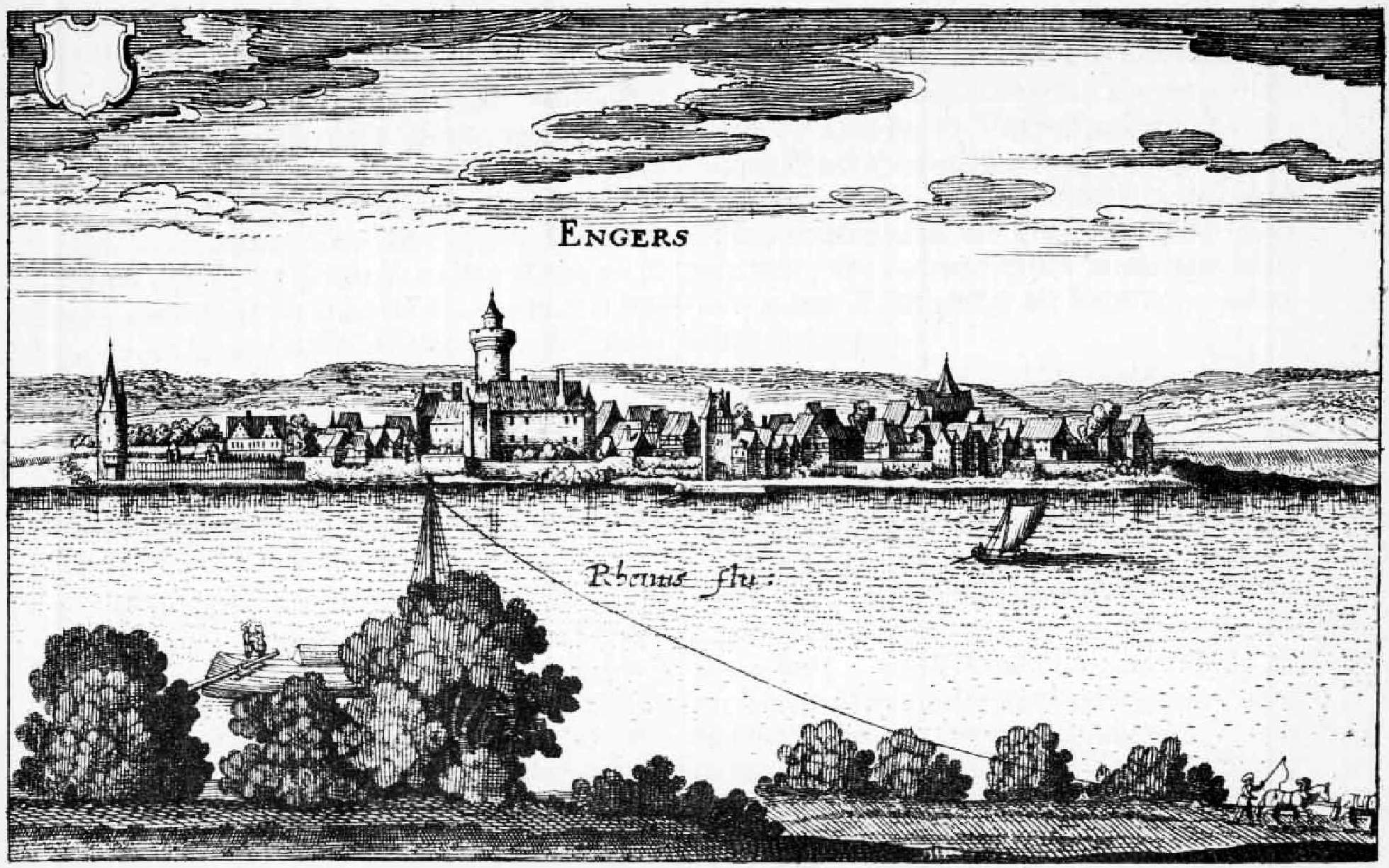
Engers am Rhein mit Burg Kunostein, Kupferstich um 1650

Obwohl Wilhelm trierischer Lehnsherr und unter Erzbischof Balduin von Trier Gerichtsherr und Schultheiß in Koblenz war und 1331 Balduin auf Lebzeit Beistand versprochen hatte, kämpfte er in der Grenzauer Fehde gegen ihn. Ständig in Geldnot, verpfändete er ganze Dörfer aus seinem Besitz und erhielt vom Kaiser eine Verwarnung wegen Münzvergehens. 1344 musste Wilhelm Dierdorf, Rückeroth und die Rohrburg bei Dreifelden an Balduin von Trier verpfänden. 1355 konnte er diese Besitztümer aber wieder einlösen. Die folgenreichste Entgleisung war jedoch mit dem Verlust von Engers verbunden.
Im Jahr 1371 überfiel Wilhelm mit Salentin von Nieder-Isenburg trotz seiner Kölner Lehnsträgerschaft kölnische Kaufmannsschiffe auf dem Rhein und raubte die Ladung. Daraufhin besetzte Erzbischof Kuno von Falkenstein Engers und die Herrschaft Isenburg, überfiel die Stadt Dierdorf und zwang so Wilhelm I., der nach Andernach geflüchtet war, als Bestrafung die Stadt Engers an Kurtrier abzugeben. Erzbischof Kuno befestigte nachher Engers mit Mauern und Türmen und baute direkt am Rheinufer zum Schutze der umliegenden trierischen Gebiete und der Rheinschifffahrt die Burg Kunostein.

### Erbfolge
Wilhelms Söhne Wilhelm II. (* um 1352; † vor 1411) aus erster Ehe und Gerlach (* um 1367; † nach 5. Februar 1413) aus dritter Ehe teilten 1383 ihr väterliches und mütterliches Erbe. Wilhelm erhielt die Grafschaft Wied mit Braunsberg und Dierdorf, Gerlach erhielt den braunsbergischen und arenfelser Anteil an der Herrschaft Isenburg. Im Jahr 1462 erlosch auch das zweite wiedische Grafenhaus und die Grafschaft Wied ging an die Herren von Runkel, die das dritte Grafenhaus zu Wied-Runkel gründeten.

## Familie
Wilhelm war in erster Ehe mit Agnes von Virneburg verheiratet. Er ließ sich nach 22 Jahren am 12. September 1351 wegen Verwandtschaft im vierten Grad scheiden:
- Irmgard (* um 1338), ⚭ Johann III. von Hammerstein (* 1331)
- Wilhelm II. (* um 1344; † vor 1411), ⚯ N.N., neun Kinder,[12] 1352/1360 Propst von St. Maria in Aachen, 1380–1383 gemeinsam mit Vater Graf von Wied,[12] 1383–1411 Graf von Wied
- Isaldis (* um 1345; † 1378), Nonne in Gandersheim

1351 heiratete er Johanna von Jülich (* um 1335; † 21. Februar 1367), Tochter von Graf Wilhelm I. von Jülich:
- Elisabeth (* um 1354; † 22. Mai 1426), ⚭ I. 1369 Reinhard III. († 1449), Herr von Westerburg, ⚭ II. vor 18. Oktober 1399 Gerhard VIII. (* um 1342; † 28. Januar 1406), Graf von Blankenheim, Herr von Kastelberg und Gerhardstein
- Heilwig (* um 1260; † nach 28. Januar 1389), ⚭ 1371 Gerlach von Heddesdorf (* um 1259; † 2. September 1396), Ritter, Hofmarschall von Wilhelm I. von Wied

Nach dem Tod von Johanna heiratete er 1367 Lysa (Elisabeth) von Arenfels († 1403), Miterbin von Arenfels, Tochter von Gerlach III. (* 1319; † um 1371), 1348–1371 Herr von Isenburg-Arenfels. Das Paar hatten folgende Kinder:
- Gerlach (* um 1367; † nach 5. Februar 1413), 1369 erwähnt, 1383–1411 Herr von Isenburg, ab 1404 Herr über Braunsberg (Anhausen), Rengsdorf und der Grafschaft Wied oberhalb der Alteck, 1411–1411 Graf von Wied[12], ⚬ 1369 mit Bertha (⚭ 1374 Graf Walram II. von Nassau-Wiesbaden-Idstein; † 1418),[12] Tochter von Johann I. (* 1332; † 1370), Herr von Westerburg, ⚭ I. 1376 Agnes (* um 1360/65; † nach 9. Juli 1402), Tochter von Johann I. († 1395), Herr von Isenburg-Büdingen
- Wilhelm (* um 1370; † nach 1408), Kanoniker in St. Gereon zu Köln, 1392 Chorbischof und Archidiakon zu Trier

## Abstammung
| Ahnentafel von Wilhelm I. von Wied | Ahnentafel von Wilhelm I. von Wied                                                                               | Ahnentafel von Wilhelm I. von Wied                                                                            | Ahnentafel von Wilhelm I. von Wied                                                                                    | Ahnentafel von Wilhelm I. von Wied                                                                                    | Ahnentafel von Wilhelm I. von Wied | Ahnentafel von Wilhelm I. von Wied |
| ---------------------------------- | --- | --- | --- | --- | ---------------------------------- | ---------------------------------- |
| Urgroßeltern                       | Bruno III. von Isenburg-Braunsberg (* um 1230; † um 1279) II. ⚭ Isalda von Runkel-Westerburg (* um 1350; † 1327) | Salentin II. von Nieder-Isenburg (* nach 1250; † um 1300) ⚭ Agnes von Runkel-Westerburg                       | Diether V. von Katzenelnbogen († 13. Januar 1276) II. ⚭ 1261 Margarete von Jülich                                     | Ludwig I. von Isenburg-Cleeberg (* um 1240; † 1302/04) ⚭ 1252 Heilwig von Tübingen († nach 1294)                      |                                    |                                    |
| Großeltern                         | Johann I. von Isenburg-Braunsberg (* um 1270; † 10. April 1327) I. ⚭ Agnes von Nieder-Isenburg († 1314)          | Johann I. von Isenburg-Braunsberg (* um 1270; † 10. April 1327) I. ⚭ Agnes von Nieder-Isenburg († 1314)       | Wilhelm I. von Katzenelnbogen (* 1270 oder 1271; † 18. November 1331) I. ⚭ 1284 Irmgard (Jutta) von Isenburg-Cleeberg | Wilhelm I. von Katzenelnbogen (* 1270 oder 1271; † 18. November 1331) I. ⚭ 1284 Irmgard (Jutta) von Isenburg-Cleeberg |                                    |                                    |
| Eltern                             | Bruno IV. von Braunsberg (* um 1290; † 23. August 1325) ⚭ 1305 Heilwig von Katzenelnbogen (* um 1290; † 1333)    | Bruno IV. von Braunsberg (* um 1290; † 23. August 1325) ⚭ 1305 Heilwig von Katzenelnbogen (* um 1290; † 1333) | Bruno IV. von Braunsberg (* um 1290; † 23. August 1325) ⚭ 1305 Heilwig von Katzenelnbogen (* um 1290; † 1333)         | Bruno IV. von Braunsberg (* um 1290; † 23. August 1325) ⚭ 1305 Heilwig von Katzenelnbogen (* um 1290; † 1333)         |                                    |                                    |
| Wilhelm I.                         | | | | |                                    |                                    |